# Monestier-d'Ambel
Monestier-d'Ambel é uma comuna francesa na região administrativa de Auvérnia-Ródano-Alpes, no departamento de Isère.